# Saranap
Saranap (até 1913, Dewing Park) é uma região censitária residencial do condado central de Contra Costa, Califórnia. Situada a uma altitude de 180 pés (55 m), é limitada a sul e leste por porções de Walnut Creek (incluindo o desenvolvimento residencial sênior fechado Rossmoor) e a norte e oeste por Lafayette. O código postal de Saranap é 94595, mas é endereçado a "Walnut Creek, CA" para fins de entrega, pois este é o nome da cidade postal designado usado pelos residentes. A comunidade está no código de área 925. A população de Saranap no censo de 2010 era de 5.202.
Saranap teve inúmeras oportunidades de ser anexada como parte de Lafayette ou de Walnut Creek. Estes têm sido amplamente resistidos pelos ocupantes, cujo uso da terra é regido pelas regras do condado. Isso inclui a capacidade de manter pequenos aviários e abelhas, que podem ser altamente restritos por lei nas cidades vizinhas e em bairros mais novos por acordos restritivos. Como o distrito escolar local é independente desses limites da cidade e algumas cidades impõem impostos adicionais sobre as parcelas, os residentes têm pouco incentivo para mudar o status quo. Apenas uma pequena adição foi feita a Lafayette de Saranap nas últimas décadas, adicionando apenas mais uma rua e sendo amplamente motivada por valores residenciais marginalmente superiores associados à cidade de Lafayette.

## Etimologia
O nome da comunidade vem de um sistema ferroviário interurbano do início do século 20. A estação local, localizada perto do cruzamento do Tice Valley Boulevard com a Olympic Way, foi batizada em homenagem à mãe do desenvolvedor da ferrovia, Sara Napthaly. Este desenvolvedor promoveu a ferrovia para aumentar o valor dos empreendimentos de terra, um processo que levou a um padrão de desenvolvimento semelhante a um subúrbio de bonde, embora na verdade a ferrovia fosse uma linha ferroviária regional convencional.